# MSST
MSST är en förkortning av engelska begrepp med bland annat följande betydelser:
- MSST – Maritime Safety and Security Team (USCG)
- MSST – Military Stabilisation Support Team (UK)
- MSST – Maximum Safe Storage Temperature
- MSST – Maximum-Shear-Stress Theory (machine elements)
- MSST – Mass Storage Systems and Technology (IEEE Conference)
- MSST – Manufacturing standards and specifications for textbooks
- MSST – Milsatcom Site Support Team
- MSST – Military Survival Skills Training
- MSST – Material Source Solution Team
- MSST – Montana Self-Sufficiency Trust (special needs fund)
- MSST – Maintenance Support Strategy Team